# Гаццо
Гаццо (итал. Gazzo) — коммуна в Италии, располагается в провинции Падуя области Венеция.
Население составляет 3924 человека (2008 г.), плотность населения составляет 173 чел./км². Занимает площадь 23 км². Почтовый индекс — 35010. Телефонный код — 049.
Покровителем коммуны почитается святитель Мартин Турский, празднование  11 ноября.

## Демография
Динамика населения:

## Администрация коммуны
- Официальный сайт: http://www.comune.gazzo.pd.it